# Clube Atlético Guaçuano
Clube Atlético Guaçuano é um clube brasileiro de futebol da cidade de Mogi Guaçu, interior do estado de São Paulo. Foi fundado em 26 de fevereiro de 1929 e suas cores são verde e branco.

## História
Assim como a maioria dos clubes de futebol do interior paulista, o Clube Atlético Guaçuano, tem suas origens ligadas ao futebol amador. Sua fundação ocorreu em 26 de fevereiro de 1929, quando um grupo de entusiastas esportistas, se reuniu no antigo e tradicional Cine República, um espaço cultural da época e fundaram o então chamado “Club Athletico Guassuano”. O verde e branco são as cores do clube, que tem como mascote o “Mandi”, um peixe muito comum no interior do Estado e outrora abundante nas aguas do rio que leva o nome da cidade: Mogi Guaçu.
O primeiro presidente do clube foi o senhor Alexandre Augusto Camacho, eleito na assembleia que fundou oficialmente o clube, em 1929. Ele foi um dos responsáveis pela construção do tradicional “Camachão” que até hoje é o principal estádio de Mogi Guaçu e onde o “Mandi” manda seus jogos. O espaço foi inaugurado em 1930 e em 1951, passou a levar o nome de Alexandre Augusto Camacho.
Após sua fundação, há quase 100 anos, o “Atlético” como era mais conhecido pelos torcedores antigos ou o “Guaçuano” como dizem os mais novos, representou a cidade de Mogi Guaçu em vários campeonatos amadores do Estado, até que em  1958 se sagrou Campeão do Amador Regional, vencendo o sempre empolgante “derby” da cidade diante do Cerâmica Clube.
O “Mandi” ficou inativo de 1959 até 1974, quando então aconteceu a primeira participação no futebol profissional, assumindo a vaga deixada pelo Grêmio Esportivo Guaçuano e disputando a Segunda Divisão do futebol paulista.
Em 1975, mais exatamente no dia 28 de setembro, o “Mandi” empatou em 0 a 0 com a A. E. Laranjalense, em Laranjal Paulista e faturou o titulo da série Petronilho de Brito da Segunda Divisão de Profissionais. Mesmo com o título conquistado, não houve acesso para a Intermediária de 1976 e o “Mandi” mais uma vez jogou a conhecida “segundona”.
No ano de 1977, o clube caiu para a Terceira Divisão. Retornando à "segundona" em 1980.
Em 1981, o clube voltou a celebrar glórias, conquistou o título do Grupo Azul da Segunda Divisão, com uma vitória histórica sobre o Mogi Mirim E. C. Após dois empates, um terceiro jogo foi marcado para a cidade de Limeira, que foi literalmente invadida pelo torcedor guaçuano que comemorou muito a emocionante vitória por 4 a 3 em cima de seu maior rival. Outro titulo importante conquistado no ano de 1981 foi o de “campeão estadual de juniores ”, coroando-se assim o excelente trabalho de base realizado naquele ano.
No ano de 1992, conquistou o vice-campeonato da Segunda Divisão. O acesso veio dentro Estádio Alexandre Augusto Camacho, após um empate diante do C.A.U. Iracemapolense, da cidade de Iracemápolis. Novamente, no ano seguinte não pode consolidar o acesso, pois seu estádio, não obedecia à capacidade mínima de dez mil espectadores. Além disso, o clube passou por uma crise financeira que impediu os investimentos necessários para disputar a competição.
Em 1994, com a reestruturação das divisões do Campeonato Paulista, o Guaçuano voltou à disputa na então Série B3, sexto nível estadual, sem equivalência no sistema atual.
No ano de 1996, o clube chegou até o quadrangular final deste torneio, sua melhor campanha no período, mas ficou sem a vaga para a Série B2, quinto nível estadual.
Até 2005, o “Mandi” disputou esta categoria, a série B2, quando uma nova reestruturação unificou as séries B do Paulistão em um único campeonato, a atual Segunda Divisão e quarto nível estadual. Mais uma vez o clube ficou próximo da vaga para a Série A3, mas foi derrotado nas fases finais.
No ano de 2008 o “Mandi”, de novo, ficou no quase. Chegou a penúltima fase juntamente com Batatais F. C. , G. E. Osasco e Barretos E. C. Na ultima rodada desta fase, em pleno “Camachão”, um jogo decisivo tanto para o Guaçuano, quanto para o Batatais, uma vitória levaria o vencedor ao acesso e à disputa da finalíssima da Segunda Divisão daquele ano.  Numa noite nem um pouco inspirada o “Mandi”  foi derrotado por 3 a 0, ficando apenas a um pontinho do acesso e da final.
Em 2011, após excelente campanha, chega a ultima rodada da penúltima fase, precisando apenas  da vitória sobre a forte equipe da C. A. Votuporanguense para conseguir o tão sonhado acesso. O “Camachão”, como é conhecido seu estádio, recebe lotação máxima e o “Mandi” vence por 2 a 0, chegando finalmente na Série A3.
Em 2012, na Série A3, faz uma campanha brilhante, liderando grande parte do campeonato. Na fase decisiva, precisa apenas de uma vitória contra o já desclassificado Marilia A. C., mas mesmo diante de 10 mil pessoas que superlotaram o Estádio Alexandre Augusto Camacho, o inédito acesso à Série A2 do Campeonato Paulista não veio, pois o “Mandi” apenas empatou a partida.
Em 2013, começam as dificuldades, as arquibancadas tubulares que foram alugadas para cumprir as exigências de capacidade mínima do estádio, foram retiradas e outras exigências da FPF não foram cumpridas. Dessa forma o clube disputou o campeonato inteiro daquele ano com os portões fechados. A campanha não foi boa e o “Mandi” só se salvou do rebaixamento na última rodada com uma vitória “suada” diante do A. A. Flamengo de Guarulhos.
2014 a situação foi ainda pior, a FPF não permitiu mais a utilização do Estádio Alexandre Augusto Camacho e o “Mandi” teve que mandar seus jogos na vizinha cidade de Itapira. Diante de uma série de problemas, o resultado não poderia ser outro: o rebaixamento.
Em 2015, aconteceria a volta à Segunda Divisão, mas sem estádio em condições de receber partidas oficiais e com diversos problemas extra campo, iniciou-se um período de inatividade do “Mandi” o qual perdurou até o inicio deste ano de 2019, quando uma nova diretoria foi eleita e empossada, reacendendo assim a esperança em cada um dos milhares de torcedores do Clube Atlético Guaçuano de que ele volte a brilhar novamente.
Em 2022 o Clube voltou a disputar as competições de Base organizadas pela Federação Paulista de Futebol.

## Principais jogadores
- Bilão
- Silvinho
- Ismanir
- Papinha
- Humberto Suzigan
- Babá Caveanha
- Miguelito
- Zé Muié (Goleiro)
- Moacir Guaçu
- Diego Pituca

## Mascote
Mogi Guaçu, originalmente grafada como Moji-Guassu - nasceu às margens do rio que lhe empresta o nome, e sua existência se deve diretamente a esta localização privilegiada. O rio Mogi Guaçu recebeu essa denominação dos indígenas que habitavam a região, e significa “Grande Rio Que Serpenteia”, em Tupi-Guarani. Quando surgiu a ideia de uma mascote para o Clube Atlético Guaçuano, a escolha só poderia recair sobre algo relacionado a ele. Nascia o “Mandi”, peixe característico encontrado no rio e também conhecido como bagre ou surubim.

## Rivalidades
Os rivais do Guaçuano, contra quem realiza os principais clássicos, são o Mogi Mirim, o Paulínia a Itapirense e a Internacional de limeira

## Títulos
| NACIONAL | NACIONAL            | NACIONAL | NACIONAL     |
|          | Competição          | Títulos  | Temporadas   |
| -------- | ------------------- | -------- | ------------ |
|          | Torneio da Amizade* | 1        | desconhecido |

- Campeão com o nome de Cêramica Clube

| ESTADUAIS | ESTADUAIS                                                         | ESTADUAIS | ESTADUAIS   |
|           | Competição                                                        | Títulos   | Temporadas  |
| --------- | ----------------------------------------------------------------- | --------- | ----------- |
|           | Campeonato Paulista Sub-20 - Terceira Divisão                     | 1         | 1981        |
|           | Campeonato Paulista Amador de Futebol                             | 1         | 1958        |
|           | Campeão Paulista da Segunda Divisão { Série Petronilho de Brito } | 2         | 1975 e 1977 |
|           | Campeonato Paulista de Futebol-Série B2                           | 1         | 1981        |
| TOTAL     |                                                                   |           |             |
|           | Competição                                                        | Títulos   | Temporadas  |
|           | Títulos oficiais                                                  | 5         | 5 Estaduais |

### Estaduais
- 2° Campeonato Paulista Terceira Divisão (1992)
- 3º Paulistinha da 4ª Divisão de 2011
- Campeonato Paulista de Futebol-Série B2 - 1981 Grupo Azul

### Categorias de base
- Campeão da Copa Jaburu de Amparo (Sub-15)
- Campeão da Copa Jaburu Amparo (Sub-17)

## Estatísticas

### Participações
| Aumento | Promovido à divisão superior  |
| Baixa   | Rebaixado à divisão inferior  |
| Inativo | Licenciamento no ano seguinte |

| Competição | Competição                            | Temporadas | Melhor campanha     | Anos em que disputou                          | A | R |
| São Paulo  | Campeonato Paulista - Série A2        | 6          | Sem dados           | 1982-1987                                     | – | ? |
| São Paulo  | Campeonato Paulista - Série A3        | 12         | Vice-campeão (1992) | 1975, 1976, 1980, 1981, 1988-1992 e 2012-2014 | ? | 1 |
| São Paulo  | Campeonato Paulista - Série A4        | 12         | Sem dados           | 1977-1979, 1994, 1995 e 2005-2011             | 1 | ? |
| São Paulo  | Campeonato Paulista - Segunda Divisão | 8          | Sem dados           | 1996-2000 e 2002-2004                         | – | ? |
| São Paulo  | Campeonato Paulista - Série B3        | 1          | 10º colocado (2001) | 2001                                          | – |   |
| São Paulo  | Copa Paulista                         | 1          | 1ª fase (2012)      | 2012                                          |   |   |

### Últimas dez temporadas
Legenda:
| Campeão Vice-campeão Eliminado nas semifinais | Campeão e promovido à divisão superior Vice-campeão e/ou promovido à divisão superior Rebaixado à divisão inferior | Classificado à fase de grupos da Copa Libertadores Classificado à fase preliminar da Copa Libertadores Classificado à Copa Sul-Americana Campeão do Campeonato do Interior |